# Centro reconstruido de El Havre
El Centro reconstruido de El Havre fue declarado patrimonio mundial de la humanidad por la Unesco en 2005. El espacio de 133 hectáreas, que representa, según la UNESCO "un ejemplo excepcional de la arquitectura y del urbanismo posterior a la guerra" es uno de los pocos lugares contemporáneos inscritos en Europa, que se une a las obras de Antoni Gaudí, en Barcelona, y a las casas Art Nouveau de Victor Horta en Bélgica, y a la fábrica siderúrgica de Völklingen en Alemania.